# Seznam španskih kemikov
Seznam španskih kemikov.

## M
- Federico Mayor Zaragoza (1934-)

## O
- Mateo José Buenaventura Orfila (1787-1853)
- Severo Ochoa (1905-1993)
- Joan Oró (1923-2004)
- Guadalupe Ortiz de Landázuri

## S
- Margarita Salas Falgueras (de? Canero) (1938–2019)